# West Portal (San Francisco)
West Portal est un quartier résidentiel de San Francisco en Californie.
Son axe principal, West Portal Avenue, est un des principaux secteurs commerçants du sud-ouest de la ville. Le quartier est relié à Union Square par un tunnel, et le trajet est d'environ 20 minutes.